# 柯凱因氏症候群
柯凱因氏症候群是早熟性老化的遺傳病，嬰兒月數為6-12月時與正常無異，但其後身高、體重及頭圍都會小於平均正常值，造成「惡病性侏儒」、皮膚及毛髮變薄、眼睛下陷、弓身站立的姿勢等顯示出老化的過程，同時腦部有嚴重的神經元喪失，亦出現「去髓鞘作用」。
其發生率為1/250000。
遺傳方面，其遺傳方式為體染色體隱性遺傳方式，男女患病機會同等。